# 開店!SIRのパチスキ!
『開店!SIRのパチスキ!』は、2015年7月3日より東京メトロポリタンテレビジョン（TOKYO MX）で放送されているパチンコ・パチスロ実戦バラエティ番組。

## 概要
パチンコリポートアイドルユニットとして活動しているサンスポアイドルリポーター SIR（以下SIR）が出演する、パチンコ・パチスロ実戦バラエティ番組。番組冒頭では2016年9月以降「真夜中の激アツアイドルバラエティ」と謳っている。
SIRのメンバーがチーム（通常3人編成）に分かれて、それぞれ別々のパチンコ店でパチンコ・パチスロ実戦を行い、最もポイントの多かったチームが実戦したパチンコ店を番組の最後に紹介することが基本的なスタイルとなっている。番組開始当初は「チームADULTとチームYOUNGによるパチンコ・パチスロガチバトル」とし、3か月毎の成績が上だったチームにご褒美、下だったチームに罰ゲームが与えられ、その様子を番組で放映していたが、2017年3月にSIRがチームDevilとチームAngelに再編されて以降この企画は行われていない。

## 内容

### ナレーション・テーマ曲
- ナレーションはSIRのメンバーが毎放送2名ずつ交代で担当している。
- オープニングおよびエンディングのテーマ曲にはSIRの楽曲を使用している。

オープニングテーマ曲
1. 直進ガール（第1回 - 第26回）
2. 君のスマイル1000マイル（第27回 - 第38回）
3. Get to the TOP!（第39回 - 第65回）- パチンコ楽曲
4. Lets' Go Lucky（第66回 - 第106回）- パチンコ楽曲
5. GEKIATSU SUMMER!!（第107回 - 第127回）
6. サムライナー（第128回 - 第166回）
7. SHINO☆BET（第167回 - ）

エンディングテーマ曲
1. Get to the TOP!（第1回 - 第38回）- パチンコ楽曲
2. Happyが止まらない（第39回 - 第66回）
3. Love You My Venus（第68回 - 第94回）
4. Voice（第95回 - 第114回）
5. つまりひだまりハッピーライフ（第115回 - 第127回）
6. 7色の未来（第128回 - 第161回）
7. 愛はほとんどお金で買える（第162回 - ）

### 番組連動企画
2016年には、他のアイドルユニットやお笑いタレントと実戦対決を行う「パチスキ道場破り！」と、負けた方に後日行われるツーマンライブで罰ゲームが与えられるという番組連動企画を行った。
《番組内で実戦対決を行ったアイドルユニット・お笑いタレント》
- - CANDY GO!GO!(第32回：2016年2月12日放送, 第33回：2016年2月19日放送)
  - バクステ外神田一丁目（第37回：2016年3月18日放送, 第40回：2016年4月8日）
  - 仮面女子（第41回：2016年4月15日）
  - KNU（第46回：2016年5月20日）
  - 偽ジャパン（第49回：2016年6月10日放送, 第53回：2016年7月8日放送）
  - 川崎純情小町（第54回：2016年7月15日）
  - QunQun（第62回：2016年9月9日）

### 特別番組
特別番組や番外編が組まれることがある。この時はパチンコ実戦のシーンがほとんどないか、全くない。過去には以下のようなものが放送された。
- 実戦バトル結果によるご褒美と罰ゲーム
- SIRのライブやイベント・公開収録
- ミニドラマ
- SIR候補生の紹介

SIRは例年11月〜1月に新メンバーオーディションを行っており、2015年以降は当番組内で候補生が紹介されているほか、2015年・16年については、放送終了後（27:40〜）に引き続きオーディション関連の特番として「SIRx期生オーディション 〜SIRx期生への道〜」が全5回（ほぼ隔週）放送された。
- SIR秋の大運動会（第111回：2017年9月29日、第158回：2018年11月30日）
- SIRメジャーリリース特番（第131回：2018年3月30日）

### 番組内コーナー
- パチスキ!オカルト検証
- 人気パチスロライターとの実践ガチバトル／ガチンコ実践トーナメント
  - 梅屋シン（第110回：2017年9月22日, 第130回：2018年3月23日）
  - 塾長（第114回：2017年10月27日, 第154回：2018年10月26日）
  - 無道X（第116回：2017年11月17日, 第164回：2019年1月25日）
  - 中武一日二膳（第120回：2017年12月22日, 第164回：2019年1月25日）
  - 河原みのり（第124回：2018年1月26日, 第140回：2018年6月22日, 第161回：2018年12月28日）
  - ポロリ（第127回：2018年2月23日, 第157回：2018年11月23日, 第170回：2019年3月22日, 第172回：2019年4月18日）
  - 中段ちぇりこ（第134回：2018年4月27日）
  - 矢部あや（第137回：2018年5月25日）
  - 玉ちゃん（第144回：2018年7月28日）
  - ビワコ（第147回：2018年8月24日）
  - 熊谷知花・夏希リラ（第167回：2019年2月22日）

### 収録・ファン交流
実戦の収録は営業時間中のパチンコ店で行われ、その収録日時は番組内およびサンスポPSリポート、SIR公式サイト、SIR公式ツイッター 等で告知される。収録の様子を間近で観覧することはできないが、収録後に出演メンバーとファンの交流タイムが設けられている（都合によりない場合もあり）。また、ファンを集めての公開収録が毎月1回程度、都内のライブハウス等で行われている。

### 視聴方法
この番組はエムキャスによりTOKYO MX視聴エリア外でもリアルタイムで見ることができる（40秒程度の時差あり）。また、YouTube動画が放送翌週の金曜日に SIRの公式サイト にアーカイブされており、過去のすべての放送が視聴可能である。

### 放送日時
- 毎月第3木曜日深夜25:40～26:10（土曜日午前1:40～2:10）
- 放送開始時から2017年3月までは毎週金曜日深夜27:10〜27:40（土曜日午前3:10〜3:40）であったが、2017年4月より第一週を除く各週の金曜日（時間帯同じ）となり、2019年4月より上記の日時となっている。

### スタッフ
- 企画：鬼童英史
- 制作：植田祐太郎
- プロデューサー：中村雅一
- ディレクター：森合裕哉
- 構成：長部一幸、田中裕作、須藤陽平
- 制作著作：株式会社アドサプライズ